# Kochánov (Stránecká Zhoř)
Kochánov (dříve též Kuchánov, německy Kochanow) je malá vesnice, část obce Stránecká Zhoř v okrese Žďár nad Sázavou. Nachází se asi 1,5 km na východ od Stránecké Zhoře. Prochází zde silnice II/354. V roce 2009 zde bylo evidováno 47 adres. V roce 2001 zde trvale žilo 122 obyvatel.
Kochánov leží v katastrálním území Kochánov u Stránecké Zhoře o rozloze 4,86 km2.
Ve vsi stojí kaple svatého Cyrila a Metoděje z roku 1879.

## Historie
První písemná zmínka o obci pochází z roku 1104.